# Cordón de Tuyutí

El Cordón de Tuyutí es una condecoración militar otorgada por la República Argentina a las tropas tanto de "Línea" como de Guardias Nacionales (milicias reclutadas en las provincias argentinas) que combatieron en la batalla de Tuyutí, librada el 24 de mayo de 1866, durante la Guerra de la Triple Alianza. 
Fue otorgada mediante Ley Nacional Nº560, promulgada el 5 de octubre de 1872.

## Descripción
Consiste en una delgada trenza cilíndrica, dispuesta para el uso como el  Cordón de Ituzaingó asegurada sobre el hombro izquierdo, por medio de una trenza chata con tres presillas dispuestas como las hojas del trébol ("nudo húngaro"); de ella pendían dos lazos del cordón, continuaban éstos trenzados en la parte que quedaba sobre el pecho y con dos nudos seguidos en las dos extremidades por cabetes (pequeños y delgados cilindros metálicos que evocan elementos de escritura), que colgaban del ojal de la  casaca.
El cordón y cabetes eran de oro, para los generales y jefes; de plata, para los oficiales y de lana azul oscuro con cabetes de metal para los soldados.